# Malungon
Malungon est une localité de la province du Sarangani, aux Philippines. En 2015, elle compte 103 604 habitants.